# Isobel Lennart
Isobel Lennart (New York, 18 maggio 1915 – Hemet, 25 gennaio 1971) è stata una sceneggiatrice statunitense.

## Filmografia
- The Affairs of Martha, regia di Jules Dassin (1942)
- A Stranger in Town, regia di Roy Rowland (1943)
- L'angelo perduto (Lost Angel), regia di Roy Rowland (1943)
- Due marinai e una ragazza (Canta che ti passa) (Anchors Aweigh), regia di George Sidney (1945)
- Vacanze al Messico (Holiday in Mexico), regia di George Sidney (1946)
- Accadde a Brooklyn (It Happened in Brooklyn), regia di Richard Whorf (1947)
- Il bacio del bandito (The Kissing Bandit), regia di László Benedek (1948)
- Tu partirai con me (Holiday Affair), regia di Don Hartman (1949)
- I marciapiedi di New York (East Side, West Side), regia di Mervyn LeRoy (1949)
- L'indossatrice (A Life of Her Own), regia di George Cukor (1950)
- It's a Big Country: An American Anthology, regia di aa.vv. (1951)
- Gonne al vento (Skirts Ahoy!), regia di Sidney Lanfield (1952)
- L'eterna Eva (My Wife's Best Friend), regia di Richard Sale(1952)
- La ragazza della porta accanto (The Girl Next Door), regia di Richard Sale (1953)
- Amanti latini (Latin Lovers), regia di Mervyn LeRoy (1953)
- Amami o lasciami (Love Me or Leave Me), regia di Charles Vidor (1955)
- Donne... dadi... denaro (Meet Me in Las Vegas), regia di Roy Rowland (1956)
- Questa notte o mai (This Could Be the Night), regia di Robert Wise (1957)
- Il principe del circo (Merry Andrew), regia di Michael Kidd (1958)
- La locanda della sesta felicità (The Inn of the Sixth Happiness), regia di Mark Robson (1958)
- Non mangiate le margherite (Please Don't Eat the Daisies), regia di Charles Walters (1960)
- I nomadi (The Sundowners), regia di Fred Zinnemann (1960)
- Ossessione amorosa (By Love Possessed), regia di John Sturges (1961)
- Rodaggio matrimoniale (Period of Adjustment), regia di George Roy Hill (1962)
- La ragazza del quartiere (Two for the Seesaw), regia di Robert Wise (1962)
- Ladri sprint (Fitzwilly), regia di Delbert Mann (1967)
- Funny Girl, regia di William Wyler (1968)